# Stemodia pratensis
Stemodia pratensis là một loài thực vật có hoa trong họ Mã đề. Loài này được (Aubl.) C.P.Cowan miêu tả khoa học đầu tiên năm 1993.